# Touchstone Television
Второе воплощение Touchstone Television (ранее известной как Fox 21 Television Studios) — американская телевизионная продюсерская компания, которая является дочерней компанией Disney Media Networks Walt Disney Television, принадлежащей The Walt Disney Company. Она была основана в 2014 году в результате слияния Fox Television Studios и Fox 21 и получила второе название в середине 2020 года после приобретения 21st Century Fox компанией Disney.
1 декабря 2020 года Disney объявила, что лейбл был переведён в 20th Television.

## Предшественники

### Fox Television Studios
Fox Television Studios, Inc. — дочерняя компания по телевизионному производству Fox Entertainment Group 21st Century Fox, а также неофициальное производственное подразделение Fox и вторичное производственное подразделение 20th Century Fox Television, которая сама является подразделением 20th Century Fox Film Corporation. Fox Television Studios была образована 1 августа 1997 года вместе с 20th Century Fox Television и 20th Television под руководством исполнительного директора Дэвида Гранта. Студия была создана для размещения небольших производственных подразделений, начиная с Greenblatt-Janollari Studios. Greenblatt-Janollari начала продюсировать сериалы в сезоне 1998-1999 годов с 3 комедийных сериалов для ABC и CBS. Несмотря на финансирование Fox, Greenblatt-Janollari Studios была представлена как «независимая мини-студия». Студия также сотрудничала с Дэвидом Гербером и его предприятием Gerber Company для производства различных телесериалов. Поскольку Fox Entertainment Group владеет 20% акций материнской корпорации New Regency Production, Fox Studios к 2000 году сформировала совместное предприятие Regency Television, управляемое Гейл Берман. Другим производственным подразделением, сформированным, была Fox Television Studios Productions под руководством Лизы Бергер. Ранний выпуск отдельных подразделений, или «капсулы» был Son of the Beach для FX, The Hughleys от G-JS «Малкольм в центре внимания» от Regency.
Модель Pod превратилась в пять подразделений: альтернативное, сценарное, международное, Fox World и Regency Television:
- Альтернативное подразделение отвечало за ток-шоу со Спайком Ферестеном и шоу Ванды Сайкс, а также за франшизу E! «Девушки по соседству». В середине 2002 года Fox Alternative Productions была сформирована Fox TV Studios и возглавлялась Дэвидом Мартином с первым шоу «The Coach»[7].
- Сценарное подразделение выпустило сериал «Щит», а также ряд телефильмов и мини-сериалов[5].
- Подразделение Fox World, образованное в 2000 году, выпустило международные версии своих реалити-шоу, таких как Joe Millionaire и Temptation Island. Компания была закрыта Fox Television Studios в 2014 году.

Единственным действующим подразделением было сценарное. Далее Fox Television Studios предприняла попытку международного сопроизводства сериалов. Компания имела хит «Чёрная метка» на USA Network. В августе 2010 года Дэйв Мэдден был назначен руководителем подразделения, где он равномерно увеличил его производство, пока не был назначен президентом по развлечениям в Fox Broadcasting в августе 2014 года.

### Fox Television Studios International
Fox Television Studios International — международное подразделение Fox Television Studios, работавшее в 2000-2001 годах. Даниэлла Велтеке была нанята, чтобы возглавить подразделение, которое было переведено в Fox World.
Модель Pod превратилась в пять подразделений: альтернативное, сценарное, международное, Fox World и Regency Television:
- Альтернативное подразделение отвечало за ток-шоу со Спайком Ферестеном и шоу Ванды Сайкс, а также за франшизу E! «Девушки по соседству». В середине 2002 года Fox Alternative Productions была сформирована Fox TV Studios и возглавлялась Дэвидом Мартином с первым шоу «The Coach»[7].
- Сценарное подразделение выпустило сериал «Щит», а также ряд телефильмов и мини-сериалов[5].
- Подразделение Fox World, образованное в 2000 году, выпустило международные версии своих реалити-шоу, таких как Joe Millionaire и Temptation Island. Компания была закрыта Fox Television Studios в 2014 году.

Единственным действующим подразделением было сценарное. Далее Fox Television Studios предприняла попытку международного сопроизводства сериалов. Компания имела хит «Чёрная метка» на USA Network. В августе 2010 года Дэйв Мэдден был назначен руководителем подразделения, где он равномерно увеличил его производство, пока не был назначен президентом по развлечениям в Fox Broadcasting в августе 2014 года.

### Fox World
Fox World (ранее Fox Television Studios International) — телевизионная продюсерская компания, созданная в 2000 году как подразделение Fox Television Studios. Компания выпустила международные версии своих реалити-шоу, таких как Joe Millionaire и Temptation Island.
5 марта 2001 года SBS заключила сделку/совместное предприятие с Fox World для запуска североевропейской производственной компании.
22 ноября 2004 года Хейли Бэбкок была назначена старшим вице-президентом по производству в студии Fox World, в то время как Даниэлла Велтеке осталась главой подразделения.

### Fox Lab
Fox Lab — низкопрофильное производственное подразделение 20-th Television, первоначально созданное в 1986 году как Fox Television Stations Productions и отвечало за разработку сериалов A Current Affair, «Копы» и America’s Most Wanted. Оно было переименовано в настоящее название в 1995 году, хотя лейбл Fox Television Stations Productions продолжал использоваться на нескольких старых сериала до отмены «Копов» в 2013 году.
В 1990 году Fox Television Stations дебютировали с мыльной оперой Tribes, показанной только на принадлежащих и управляемых Fox станциях. Она длилась всего один сезон.
К началу 90-х годов компания снимала шоу Not Just News для первого запуска синдикации. Кроме того, в 1994 году Fox Television Stations Productions выпустила международную версию America’s Most Wanted, «Охотник», которая будет показана в международных сетях. Позже она была переделана в американскую версию для синдикации, America’s Most Wanted: Final Justice.
В 2003 году Fox Lab продюсировала синдицированное шоу «Одноклассники», которое длилось два сезона.
Библиотека Fox Lab в настоящее время принадлежит The Walt Disney Company и Fox Corporation.
| Название                             | Годы      | Сеть                     | Заметки |
| ------------------------------------ | --------- | ------------------------ | --- |
| Охотник                              | 1994–1995 | международная синдикация | совместное производство с Straight Shooter Productions                                                      |
| What’s So Funny?                     | 1995      | FOX                      | совместное производство с Funny Business, LLC                                                               |
| America’s Most Wanted: Final Justice | 1995–1996 | Синдикация               | Синдицированные изменения в ранее записанных сериях. Совместное производство с Straight Shooter Productions |
| Одноклассники                        | 2003      | Синдикация               | |

### Foxstar Productions
Foxstar Productions — подразделение Fox Television Studios.

### Оригинальное воплощение Touchstone Television
Оригинальное воплощение Touchstone Television — телевизионная продюсерская компания, основанная в 1985 году как подразделение дочерней компании Disney Touchstone Pictures. В настоящее время она известна как ABC Signature (с 2020 года) и была известна как ABC Studios с 2007 года.

### Fox 21
Fox 21 — (в стиле fox21.) — реалити-телевизионное подразделением 20th Century Fox, которое было подразделением Fox Entertainment Group, частью 21st Century Fox Руперта Мердока. Компания снимает сериалы FX «Сыны анархии», «Терьеры» и «Тиран, экшн-сериал A&E «Король побега», реалити-сериал The CW «Красавица и гик», сериал Showtime «Родина», мультсериал Comedy Central «Бриклберри», сериал WGN America «Салем» и сериал Lifetime «Ведьмы Ист-Энда». 4 декабря 2014 года Fox Television Studios объединилась с Fox 21, чтобы сформировать Fox 21 Television Studios.
Fox 21 была основана в 2004 году руководителями 20th Century Fox Television Даной Уолден и Гэри Ньюманом для разработки и выпуска небольших, но уникальных и смелых сериалов. Первым руководителем Fox 21 была Джейн Лейснер. Ранними хитами подразделения были «Сыны анархии» и реалити-шоу «Красавица и гик».
После того, как Fox 21 был первоначально передана для программирования новой сети, MyNetworkTV, она была рассмотрена вместе с Twentieth Television и независимыми продюсерами по состоянию на декабрь 2006 года в потенциальном перепрограммировании от теленовеллы до недорогих реалити-шоу и игровых сериалов.
Берт Салке, который переехал из своей продюсерской компании Brancato/Salke, базирующейся в ABC Studios, возглавил подразделение в 2010 году и возглавил увеличение производств сериалов, начиная с сериала Showtime «Родина». В начале 2015 года Mythology Entertainment подписала соглашение с компанией и её дочерней студией 20th Century Fox Television, объявив о главе своего телевизионного подразделения.
Компания снимала или снимает сериалы FX «Сыны анархии», «Терьеры» и «Тиран, экшн-сериал A&E «Король побега», реалити-сериал The CW «Красавица и гик», сериал Showtime «Родина», мультсериал Comedy Central «Бриклберри», сериал WGN America «Салем» и сериал Lifetime «Ведьмы Ист-Энда».

## История

Логотип Fox 21 Television Studios

В декабре 2014 года было объявлено, что Fox 21 и Fox Television Studios объединятся в Fox 21 Television Studios. Эта ситуация возникла в результате того, что президент Fox Television Studios Дэвид Мэдден был назначен в Fox Broadcasting Company, и тот факт, что оба подразделения были сосредоточены на одном и том же рынке, кабельном телевидении. Объединенную операцию возглавляет президент Fox 21 Берт Салке.
В январе 2020 года Fox 21 заключила первую сделку со студией Марты Кауффман Okay Goodnight, начиная с экранизации романа The Dreamers. В начале февраля 2020 года она достигла первого соглашения с Gotham Group.
10 августа 2020 года, в рамках реорганизации Walt Disney Television после приобретения Disney 21st Century Fox, студия была переименована в Touchstone Television, возрождая бренд, который был закрыт с тех пор, как предыдущая Touchstone Television был переименован в ABC Studios в 2007 году. ABC Studios также объединилась с предыдущим воплощением ABC Signature Studios, чтобы сформировать текущее воплощение ABC Signature. Переименованная студия Touchstone Television сохраняет логотип в стиле пишущей машинки, похожий на предыдущие бренды Fox 21 и Fox 21 Television Studios.
Менее чем через четыре месяца после этого изменения, 1 декабря 2020 года, глава Walt Disney Television Дана Уолден объявила о дальнейшей реорганизации, в результате которой недавно переименованное подразделение будет прекращено, при этом Солк перейдёт к общей производственной сделке с Disney Television Studios, а оставшиеся операции будут поглощены 20th Television.